# Scilla autumnalis
Scilla autumnalis is een plant uit de aspergefamilie (Asparagaceae).
De soort wijkt af van de andere soorten in zijn geslacht doordat deze soort in het najaar bloeit, van augustus tot oktober. De plant groeit op steenachtige plaatsen, in bergachtig of heuvelachtig terrein, langs de Atlantische of Middellandse Zeekust.

## Beschrijving
De plant lijkt op Scilla verna, maar wijkt op enkele punten hiervan af. De bloemen zijn violet van kleur, de kroonbladen zijn stomp gepunt. Zo kent de soort slechts twee bladeren, die circa 1,2 cm breed zijn. Deze verschijnen samen met of na de bloei.

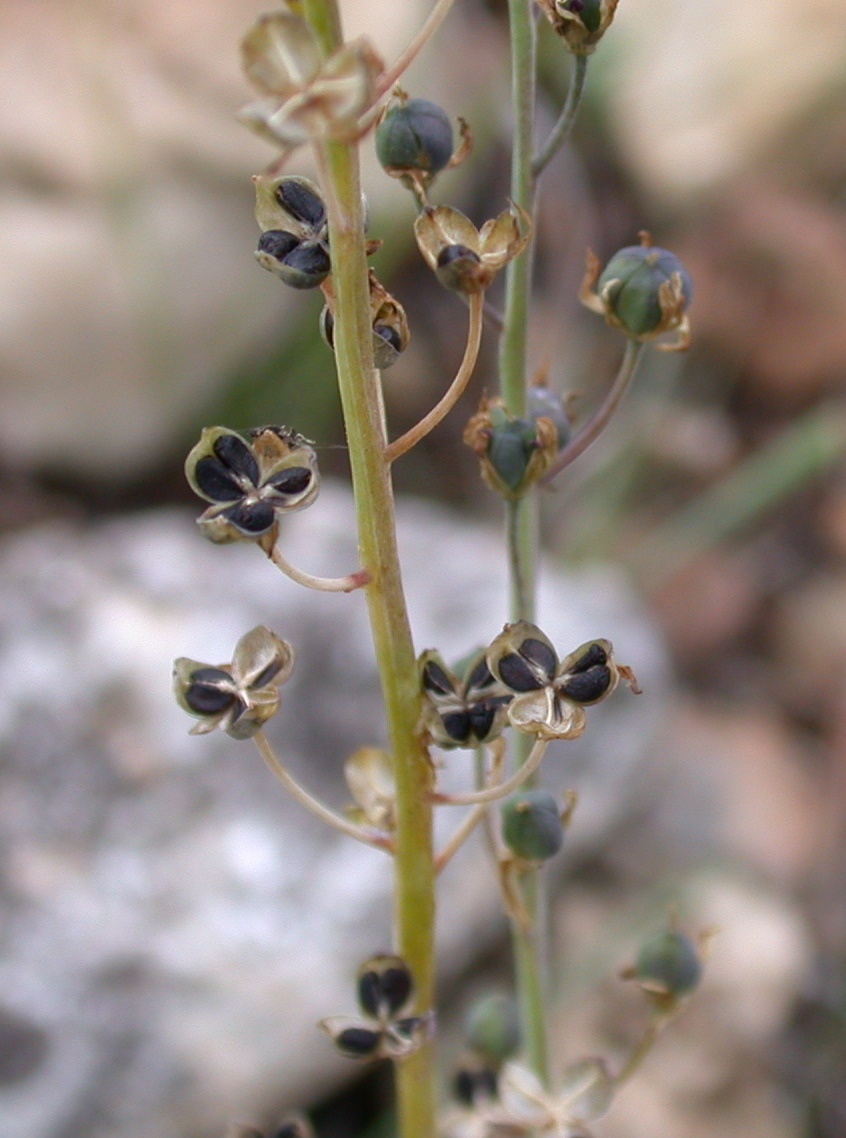
Doosvruchten

S. autumnalis · 
S. bifolia (vroege sterhyacint) · 
S. hyacinthoides · 
S. lilio-hyacinthus · 
S. litardierei · 
S. ×massartiana (basterdhyacint) · 
S. mischtschenkoana (streephyacint) · 
S. peruviana ·
S. sardensis (kleine sneeuwroem)
S. siberica (oosterse sterhyacint) · 
S. forbesii (grote sneeuwroem)